# Orgie

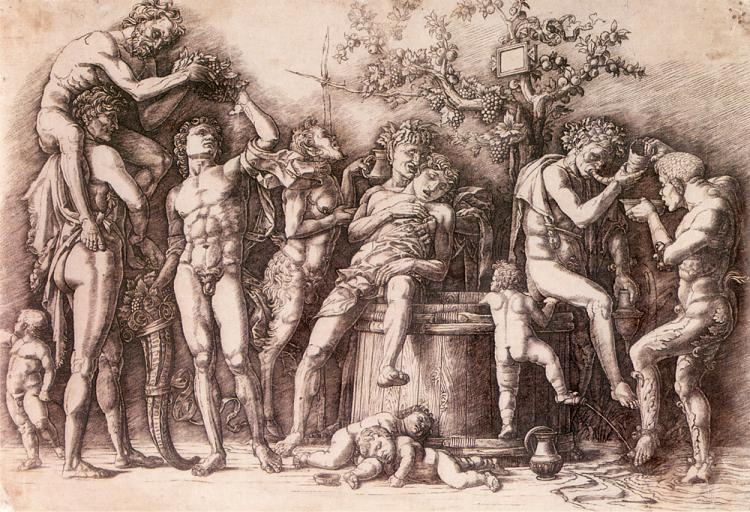
Orgie

Orgie (greacă: ὄργιον, órgion) petrecere desfrânată cu exces de mâncare și de băutură; desfrâu, dezmăț, bacanală. Tot prin orgie se pot înțelege practici sexuale aberante, abuzuri sau chiar violență.
În antichitate, orgia era o sărbătoare solemnă în cinstea lui Dionysos la eleni și lui Bacchus la romani, ca de exemplu Saturnalia.